# Sarum (Buch)
Sarum ist ein historischer Roman von Edward Rutherfurd aus dem Jahr 1987.
Die deutsche Ausgabe erschien 1988.

## Inhalt
Der Roman erzählt die Geschichte des historischen Old Sarum und der späteren Stadt Salisbury anhand fiktiver Familiengeschichten, angefangen von den noch steinzeitlichen Jägern, die nach dem Ende der letzten Eiszeit als erste die Landschaft um Salisbury erreichen, über die Ackerbauern, die den Henge von Stonehenge errichteten und die römische und angelsächsische Vergangenheit dieser Gegend bis in das Salisbury des Jahres 1985.
Als verbindendes Glied über die Jahrhunderte hinweg fungieren dabei neben dem Handlungsort die Hauptfiguren. Diese stammen zunächst aus zwei teils konkurrierenden Sippen, wie sich an körperlichen Merkmalen und später auch Namensähnlichkeiten zeigt. Deren Ahnen sind das Paar Hwll mit seiner Frau Akun auf der einen und Tep mit seiner Familie auf der anderen Seite.
Im weiteren Verlauf gelangen mit verschiedenen Einwanderungswellen noch andere Personen in das Gebiet, die zu Stammvätern jeweils eigener Sippen werden. Mit den jungsteinzeitlichen Einwanderern kommt Nooma und im Zuge der angelsächsischen Invasion Aelfwald.
Am Ende des Buches bleiben Jennifer Porters, eine Nachkommin von Tep, und ihr Mann Alan Porters, der von Hwll und Autun abstammt, sowie Sir Kersey Godfrey, ein Nachkomme Aelfwalds, und Maggie, deren Stammväter Aelfwald und Nooma sind.

## Aufbau
Das Buch teilt sich in zwei größere Abschnitte, die jeweils die Zeit der Entstehung und Blüte Old Sarums bzw. dessen Niedergang und den Aufstieg Salisburys umfasst.
Im Folgenden sind die einzelnen Episoden mit dem historischen Kontext aufgelistet.

### Das alte Sarum
- Die Reise nach Sarum (Prähistorisches England)
- Das Hügelgrab (Eintreffen neuer jungsteinzeitlicher Siedler)
- Der Henge (Bau von Stonehenge)
- Sorviodunum (Ankunft der Römer)
- Zwielicht (Abzug der Römer und Ankunft der Angelsachsen)
- Die beiden Flüsse (Zeit der angelsächsischen Reiche)
- Das Kastell (Nach der Eroberung durch die Normannen)

### Das neue Sarum
- Die Gründung (Bau der Kathedrale von Salisbury)
- Der Tod (Zur Zeit der Pest 1348)
- Die Rose (Die Rosenkriege)
- Die Reise von Sarum
- Neue Welt (Nach dem Abfall vom Katholizismus)
- Unruhe (Kurz vor dem englischen Bürgerkrieg)
- Ruhe (Nach der Etablierung des Hauses Hannover)
- Bonie (Zur Zeit der Napoleonischen Kriege)
- Empire (Im Viktorianischen Zeitalter)
- Der Henge (Der Erste Weltkrieg)
- Militärlager (Kurz vor dem D-Day)
- Der Turmhelm (Gegenwart)

## Ausgaben
- Edward Rutherfurd: Sarum. Originalausgabe. Century Hutchingson Ltd. ISBN 0712614478.
- Edward Rutherfurd: Sarum. Übersetzer: Susanne Felkau, Claudia Felkau. Knaur. München 1990. ISBN 3-426-03005-5.